# Pelzig
Pelzig sind eine deutsche Musikgruppe aus Ingolstadt. Die Musikrichtung lässt sich am besten mit Alternative Rock bezeichnen.

## Geschichte
Die Band entstand 1995 als Nebenprojekt zu Slut, wo René Arbeithuber (Schlagzeug) und Rainer Schaller (Gitarre/Keyboards) ebenfalls Mitglieder sind. Schallers Bruder Christian spielt bei Pelzig Bass, Sänger ist Christian Schulmeyr.
Das Debütalbum The Car Compilation wurde in den Uphon-Studios in Weilheim aufgenommen und abgemischt. Alle weiteren Alben wurden im Restgeräusch Studio in Westerhofen aufgenommen und in den Uphon-Studios in Weilheim abgemischt. Zwischen 2004 (nach Veröffentlichung von Safe In Its Place über Karate Joe Records) und 2015 legte die Gruppe eine elfjährige Schaffenspause ein, in der die Mitglieder sich primär anderen Projekten widmeten.

## Diskografie
Alben
- 1997: The Car Compilation
- 1999: Drive Busy
- 2002: Drive Your Engine Clean
- 2004: Safe In Its Place
- 2015: Medium Cool World